# تپه گورستان شاخدار چای
تپه قبرستان شاخدار چای در شهرستان بوئین‌زهرا، روستای محمودآباد واقع شده و این اثر در تاریخ ۱۹ اسفند ۱۳۸۰ با شمارهٔ ثبت ۴۹۵۰ به‌عنوان یکی از آثار ملی ایران به ثبت رسیده است.